# British Film Makers
British Film Makers Ltd. est une société de production cinématographique créée en 1951 par The Rank Organisation et la National Film Finance Corporation (en), la distribution étant assurée par General Film Distributors. Elle cesse son activité en 1953 pour laisser la place à Group Film Producers, une autre émanation de The Rank Organisation.

## Filmographie
- 1951 : Appointment with Venus de Ralph Thomas
- 1952 : Rapt (Hunted) de Charles Crichton
- 1952 : Ménage sans bonne (Made in Heaven) de John Paddy Carstairs
- 1952 : Meet Me Tonight d'Anthony Pelissier
- 1952 : Enquête à Venise (Venetian Bird) de Ralph Thomas
- 1952 : Il importe d'être Constant (The Importance of Being Earnest) d'Anthony Asquith
- 1952 : It Started in Paradise de Compton Bennett
- 1952 : Trois Dames et un as (The Card) de Ronald Neame
- 1952 : Something Money Can't Buy de Pat Jackson
- 1953 : Tonnerre sur Malte (Malta Story) de Brian Desmond Hurst
- 1953 : Aventures à Berlin (Desperate Moment) de Compton Bennett
- 1953 : Les Marrants terribles (Top of the Form) de John Paddy Carstairs
- 1953 : L'Heure de la revanche (The Long Memory) de Robert Hamer